# Pierre-Célestin Nkou
Pierre-Célestin Nkou (* 8. November 1927 in Edéa, Französisch-Kamerun; † 16. Mai 1983 in Rom, Italien) war ein kamerunischer römisch-katholischer Geistlicher und Bischof von Sangmélima.

## Leben
Pierre-Célestin Nkou empfing am 15. April 1956 das Sakrament der Priesterweihe für das Bistum Douala.
Am 18. Januar 1963 ernannte ihn Papst Johannes XXIII. zum ersten Bischof von Sangmélima. Der Apostolische Delegat für West- und Zentralafrika, Erzbischof Sergio Pignedoli, spendete ihm am 2. Juni desselben Jahres in Sangmélima die Bischofsweihe; Mitkonsekratoren waren der Erzbischof von Yaoundé, Jean Zoa, und der Bischof von Douala, Thomas Mongo.
Nkou nahm an der zweiten, dritten und vierten Sitzungsperiode des Zweiten Vatikanischen Konzils teil.